# بيكي ديكسون
بيكي ديكسون (بالإنجليزية: Becky Dixon)‏ هي معلقة رياضية أمريكية، ولدت في 14 أبريل 1951.